# Felipe Rivero
Pour les articles homonymes, voir Rivero.
Felipe Javier Rivero (né le 5 juillet 1991 à San Felipe, État d'Yaracuy, Venezuela) est un lanceur gaucher des Pirates de Pittsburgh de la Ligue majeure de baseball.

## Carrière
Felipe Rivero signe son premier contrat professionnel en 2008 avec les Rays de Tampa Bay. Il amorce en 2009 sa carrière professionnelle en ligues mineures et représente les Rays en 2012 au match des étoiles du futur.

### Nationals de Washington
Le 13 février 2014, Tampa Bay échange Felipe Rivero, le receveur José Lobatón et le voltigeur des ligues mineures Drew Vettleson aux Nationals de Washington pour le lanceur droitier Nate Karns.
Rivero, qui jusqu'en 2014 est surtout lanceur partant dans les ligues mineures, fait ses débuts dans le baseball majeur comme lanceur de relève pour les Nationals de Washington le 17 avril 2015 face aux Phillies de Philadelphie. Il maintient une très bonne moyenne de points mérités de 2,79 en 48 manches et un tiers lancées en 49 matchs des Nationals en 2015, à sa saison recrue.

### Pirates de Pittsburgh
Avec le lanceur gaucher des ligues mineures Taylor Hearn, Felipe Rivero est le 30 juillet 2016 échangé des Nationals de Washington aux Pirates de Pittsburgh en retour du lanceur de relève droitier Mark Melancon.

## Condamnations
En mai 2021, il est reconnu coupable pour avoir agressé sexuellement une jeune fille de 12 ans,.